# RADARSAT-2
Radarsat-2 — канадский спутник дистанционного зондирования Земли, предназначен для замены отработавшего свой ресурс спутника Radarsat-1. Спутник запущен 14 декабря 2007 с космодрома Байконур с помощью ракеты-носителя Союз-ФГ.
Radarsat-2 создан на базе платформы PRIMA компанией Alenia Spazio и имеет многофункциональный радар с синтезированной апертурой, который позволяет получать изображения с детальностью до 3 метров.
Спутник предназначен для наблюдением за Арктическим регионом и применяется в следующих областях: ледовая разведка, морская навигация, гидрология, картографирование, геология, разведка природных ресурсов.
С февраля 2015 года Канада предоставляла ВСУ Украины снимки с Radarsat-2 для мониторинга выполнения условий прекращения огня в Донбассе. В марте 2016 года правительство премьера Трюдо посчитало, что Канада потратила на эту дорогостоящую программу 9,5 млн долларов и закрыло её.